# Locul fosilifer Cernavodă
Locul fosilifer Cernavodă (monument al naturii) este o arie protejată de interes național ce corespunde categoriei a III-a IUCN (rezervație naturală de tip paleontologic), situată în județul Constanța, pe teritoriul administrativ al orașului Cernavodă.

## Localizare
Aria naturală se află în Podișul Dobrogei, în extremitatea  central-vestică a județului Constanța, pe malul drept al Dunării, în imediata apropiere de Podul Regele Carol I (cunoscut și sub denumirea de Podul de la Cernavodă).

## Descriere
Rezervația naturală a fost declarată arie protejată prin Legea Nr.5 din 6 martie 2000, publicată în Monitorul Oficial al României, Nr.152 din 12 aprilie 2000 (privind aprobarea Planului de amenajare a teritoriului național Secțiunea a III-a - zone protejate) și se întinde pe o suprafață de 3 hectare.
Aria protejată reprezintă o zonă naturală din Podișul Dobrogean, în perimetrul căreia se află un afloriment (abrupt descoperit) alcătuit din conglomerate calcaroase, cu un conținut important de faună fosiliferă marină (corali, gasteropode, scoici bivalve, brahiopode) atribuită perioadei geologice a cretacicului inferior . 